# Ujungalang
Ujungalang is een bestuurslaag in het regentschap Cilacap van de provincie Midden-Java, Indonesië. Ujungalang telt 3492 inwoners (volkstelling 2010).